# Роговые зубы
Роговые зубы — роговые кожные образования у ряда видов позвоночных, имеющие конусообразную форму. Выполняют функцию, аналогичную функции обыкновенных зубов, и располагаются на различных частях тела животных в зависимости от вида. У большинства видов имеют, вероятно, вторичное происхождение.
У миног и других круглоротых роговые зубы располагаются в области ротовой воронки, имеющей форму присоски, и на языке, состоят из поверхностного слоя роговых клеток, под которым лежит обычный многослойный эпителий. У ряда рыб семейства карповых роговые зубы, заменившие в ходе эволюции настоящие, находятся на передних половинах челюстей; у головастиков они расположены на губах. В конце XIX века высказывалась идея о сходстве этих зубов с плакоидными чешуями, впоследствии отвергнутая.
Термин «роговые зубы» используется также в других значениях. Так, им называют яйцевые бугорки ороговевшего эпидермиса с вдающимися в них сосочками, имеющиеся в клювах зародышей птиц, а также ряда пресмыкающихся. По своим функциям эти бугорки аналогичны яйцевым зубам змей и ящериц и служат для пробивания скорлупы яйца. В конце XIX века данный термин также применялся по отношению к роговым пластинкам у китообразных и некоторых ластоногих, а также роговым образованиям-бугоркам, сменяющим костные зубы, у однопроходных млекопитающих.